# Rugalmas közlekedési rendszer Pécsett
A pécsi rugalmas közlekedési rendszer egy igényvezérelt közlekedési rendszer. A szolgáltatás célja az esti időpontokban induló autóbuszok kihasználtságának javítása.
A rugalmas közlekedési rendszer használata előzetes regisztrációt nem igényel. Az utazási szándékot a járművezetőnél kell jelezni. Egy járatnál telefonos igénybejelentés is használható.

## Nappali járatok

### 4-es busz
A 4:52-kor Uránvárosból induló járat utazási igény esetén betér a Széchenyi-aknához.

### 21-es busz
Munkanapokon a Baromfifeldolgozótól 22.10-kor induló járat utazási igény esetén érinti a Főpályaudvar megállót is.

### 28-as busz
A hétvégén 22:28-kor a II-es rakodótól induló járat utazási igény esetén a Sándor utca után betér Gyükésbe a 39-es busz útvonalán.

### 38-as busz
A hétköznap 22:45-kor Főpályaudvarról induló járat utazási igény esetén a Sándor utca után betér Gyükésbe a 39-es busz útvonalán.

## Éjszakai járatok

### 913A busz
Budai Állomástól csak igény esetén közlekedik tovább Újhegy, Somogy és Zengő utca érintésével Hird, elágazásig a nappali 13-as, 14-es és 15-ös busz útvonalán.

### 926-os busz
A 0.00-kor, 0.30-kor és 0.45-kor Uránvárosba érkező 2-es buszok utazási igény esetén továbbközlekednek a 926-os vonalon.

### 932A busz
A Barbakán után csak utazási igény esetén közlekedik érintve a Pálosok, a Tettye, Bálics és Donátus megállókat. Az utazási igényt a járművezetőnél vagy 0.15-ig a 72/224-654-es telefonszámon lehet jelezni.

### 940A busz
A Búza tér után csak utazási igény esetén közlekedik érintve a Szamárkút, Ledina és Kórház megállókat.

### 941-es busz
A 0.10-kor és 0.37-kor Malomvölgyi úthoz érkező 973-as buszok utazási igény esetén továbbközlekednek a 941-es vonalon. A 0.10-kor induló járat Kiss János utca és Nagyárpád megállót is érinti, ha arra igény jelentkezik.